# Willibert Weth
Willibert Weth (* 2. März 1931) ist ein ehemaliger deutscher Fußballtrainer. 

## Sportlicher Werdegang
Weth war als Spieler für den 1. FC Köln, den VfL Köln 99 und den BV 27 Worringen aktiv. Als hauptberuflicher Sportlehrer war er anschließend Trainer beim FC Longerich, dem Siegburger SV 04 und dem Euskirchener SC sowie für den Fußball-Verband Mittelrhein tätig, ehe er im Oktober 1965 nach der Kündigung Oswald Pfaus diesen als Trainer von Alemannia Aachen beerbte. Mit dem seinerzeitigen Zweitligisten stand er in der Regionalliga-West-Spielzeit 1965/66 mit Fortuna Düsseldorf und Rot-Weiss Essen in einem Dreikampf um die Westmeisterschaft, als Tabellendritte verpasste die Alemannia trotz des mit 97 Saisontoren erfolgreichsten Angriffs der Liga jedoch einen der beiden Plätze für die Teilnahme an der Aufstiegsrunde zur Bundesliga. Im Sommer 1966 war sein interimistisches Engagement beendet, der bereits Ende März als Nachfolger verpflichtete Hennes Hoffmann übernahm die Mannschaft.
Anschließend übernahm Weth den Trainerposten beim SC Jülich, mit dem er 1967 in die Verbandsliga Mittelrhein aufstieg und dort den dritten Tabellenplatz belegte. Anschließend wechselte er in die niederländische zweite Liga zu Roda JC Kerkrade und wurde durch Martin Luppen abgelöst. Nachdem er mit dem niederländischen Klub in der ersten Spielzeit als Tabellenfünfter den Wiederaufstieg in die Eredivisie verpasst hatte, kehrte der hauptberufliche Gymnasiallehrer nach Deutschland zurück und trainierte den SV Brachelen. Im Dezember 1969 erinnerte sich sein in der Bundesliga im Abstiegskampf befindlicher Ex-Klub Alemannia Aachen an die unter ihm erfolgreiche Zeit – der zu Saisonbeginn als Nachfolger von Michael Pfeiffer verpflichtete Georg Stollenwerk wurde auf dem vorletzten Tabellenplatz liegend freigestellt und Weth als Nachfolger bei den „Kartoffelkäfern“ präsentiert. Unter Weth blieb der Erfolg jedoch weiterhin aus, auch wenn er zu seinerzeit unkonventionellen Mitteln griff: mit dem Ex-Leichtathleten Volker Kottmann wurde ein spezieller Konditionstrainer sowie ein Psychologe zur Unterstützung seiner Arbeit verpflichtet. Nachdem Weth in seinen ersten 17 Bundesligaspielen ohne Sieg geblieben war, gelang mit dem 3:2-Heimerfolg über den MSV Duisburg am letzten Spieltag der Bundesliga-Saison 1969/70 der einzige doppelte Punktgewinn unter seiner Verantwortung, die Alemannia stieg als abgeschlagenes Schlusslicht in die Zweitklassigkeit ab. Damit endete sein zweites Engagement in Aachen, bereits im Saisonverlauf hatte der Klub mit dem bei Borussia Dortmund zum Saisonende ausscheidenden Hermann Lindemann einen Nachfolger verpflichtet.
Weth lebt im Kreuzauer Stadtteil Stockheim.